# Grkaveščak
Grkaveščak is een plaats in de gemeente Sveti Martin na Muri in de Kroatische provincie Međimurje. De plaats telt 144 inwoners (2001).